# Parc Nacional del Hallasan
El Parc Nacional del Hallasan (en coreà: 한라산국립공원, 漢拏山國立公園) està situat a la província de Jeju, Corea del Sud. Va ser designat com el novè parc nacional en 1970. Compta amb la muntanya més alta de Corea del Sud, el volcà escut Hallasan, a l'illa de Jeju. Va ser designat Reserva de la Biosfera per la UNESCO en 2002 i Patrimoni de la Humanitat en 2007.
El Parc Nacional de Hallasan és gestionat per la província especial autònoma de Jeju. És l'únic dels 22 parcs nacionals que no és gestionat pel Servei de Parcs Nacionals de Corea.

## Topografia
Hallasan ocupa 153,112 km² de l'illa de Jeju. S'eleva 1.950 m sobre el nivell de la mar, cosa que significa que és la muntanya més alta de Corea del Sud. Aquesta muntanya es va formar en la quarta era cenozoica per l'erupció d'un volcà. Està composta principalment per basalts. S'estén cap a l'est i l'oest, i té un ascens alt i gradual. D'altra banda, la part sud de la muntanya és escarpada. En el cim, hi ha un llac en el cràter anomenat "Baekrokdam".
Com la muntanya té una gran altitud, hi ha un gran nombre de plantes i animals alpins. En Hallasan hi ha 1.800 tipus de plantes, entre elles 400 tipus de plantes exemplars i 50 tipus de plantes especials. L'illa de Jeju va ser designada Reserva de la Biosfera en 2002 i el Parc Nacional de Hallasan és una de les regions de la Biosfera de Jeju.
El parc, que es va crear amb l'objectiu de preservar la biodiversitat de l'illa de Jeju, va fer esforços de conservació han aconseguit augmentar la població de cérvols, que estava a la vora de l'extinció.

## Senders
Hallasan té 9 senders amb una variació de distància entre 4 i 20,3 km, i que engloben desnivells entre 135 i 1.240 metres. El sender més llarg és el de Seongpanak, que porta unes 4,5 hores.
L'entrada al parc és gratuïta, però els visitants han de pagar per acampar, utilitzar la dutxa i aparcar.